# Capitole de l'État de Floride
Le Capitole de l'État de Floride (en anglais : Florida State Capitol) est le bâtiment qui abrite les assemblées législatives de la Floride (États-Unis). Il se trouve dans le centre de Tallahassee, la capitale de l'État de Floride, au carrefour d'Apalachee Parkway et de Monroe Street. Il se compose d’un bâtiment historique (The Historic Capitol ou Old Capitol) dans lequel se trouve un musée et le Florida Legislative Research Center & Museum, et d’un bâtiment plus récent (1978) ; avec un gratte-ciel de 22 étages.

## Histoire
Tallahassee fut choisie pour être la capitale de la Floride en 1824, en raison de sa situation géographique entre les deux plus grandes villes de cette époque, St. Augustine et Pensacola. Un premier Capitole fut aménagé en 1826, mais il ne fut jamais terminé. On entreprit d’en construire un autre en 1845 ; ce dernier fut restauré en 1902 par Frank Millburn qui ajouta un dôme. Il fut agrandi en 1923, 1936 et 1947, et à nouveau restauré en 1978-1982. Le Capitole moderne fut quant à lui achevé en 1977.

## Architecture
Le Capitole fut dessiné par les cabinets d’architecture Edward Durell Stone de New York et Reynolds, Smith and Hills de Jacksonville. Il est aussi haut qu’un immeuble de 22 étages auxquels il faut ajouter trois sous-sols. Les bureaux du gouverneur et du Cabinet se trouvent au niveau du Plaza Level. Les deuxième, troisième et quatrième étages sont réservés aux deux chambres législatives, aux bureaux du Président du Sénat, du Speaker, etc.
En 1999, le Knott Building fut rattaché au Capitole par une passerelle. Sous la coupole se trouve une copie du sceau de la Floride en bronze du début du XIXe siècle. Elle est entourée par les sceaux des cinq pays qui ont exercé leur souveraineté sur la Floride (France, Espagne, Grande-Bretagne, États confédérés et États-Unis). Autour de la rotonde se trouvent un Florida Women’s Hall of Fame (en l’honneur des Floridiennes célèbres), un Fallen Firefighters Wall of Honor (à la mémoire des soldats du feu), un Florida Artists Hall of Fame et un mémorial pour les récipiendaires de la Congressional Medal of Honor. La chapelle de l’héritage (Heritage Chapel), le Florida Welcome Center (centre d’informations touristiques) et les peintures murales de James Rosenquist Images of the Sunshine State complètent l’ensemble.
Le public peut assister aux débats de la Chambre des Représentants et du Sénat au cinquième étage. Une série de peintures évoquant le passé de la Floride et réalisée par Christopher Still entoure la Chambre des Représentants. À l’extérieur des galeries du Sénat se trouve la peinture de Renee Faure (Five Flags Mural) représentant les grandes figures de l’histoire floridienne.
Une plate-forme d’observation couronne le building à 94 mètres au-dessus du sol.

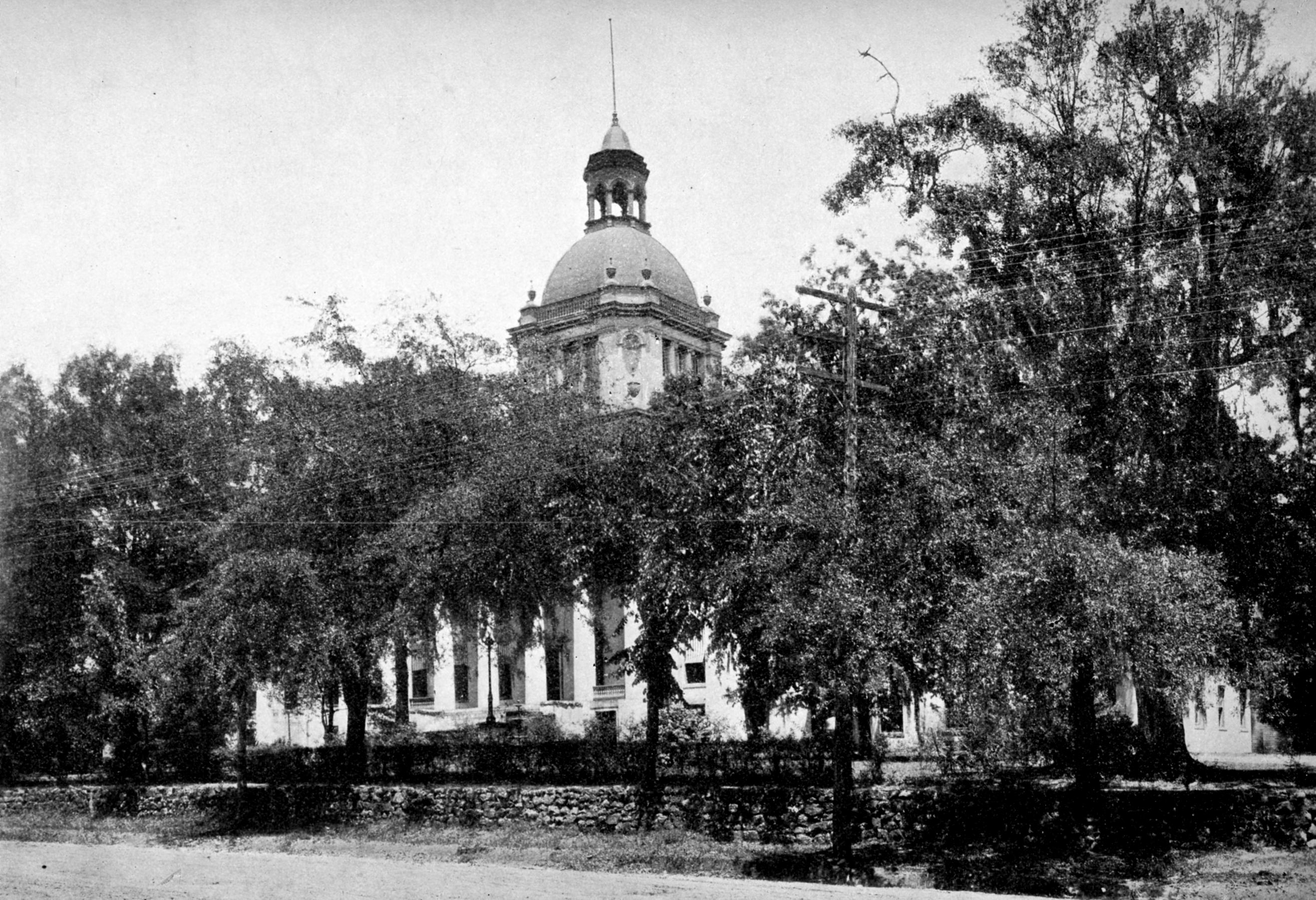
Le Capitole en 1912.
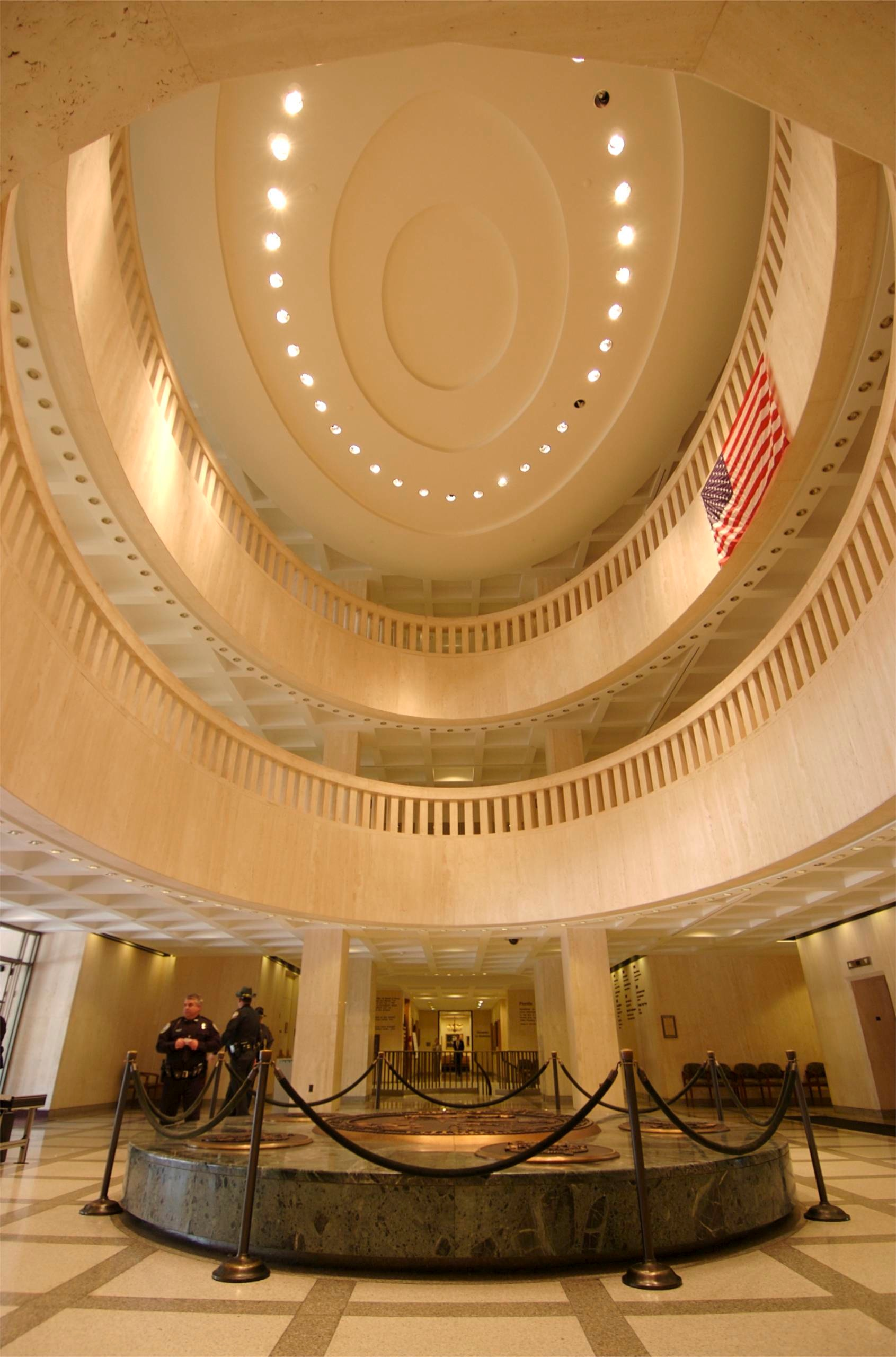
Intérieur.
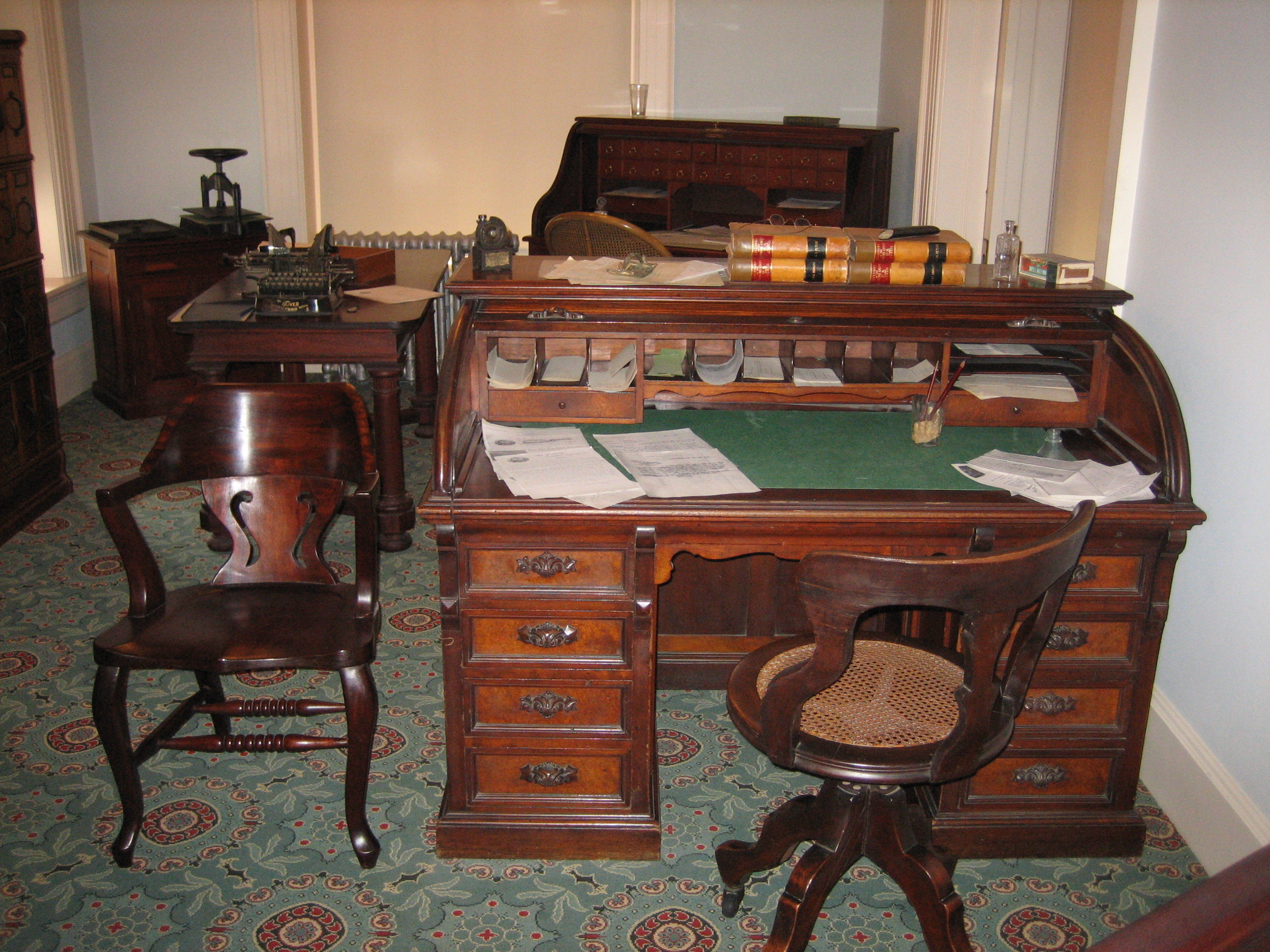
Ancien bureau du gouverneur.